# Parastenhelia reducta
Parastenhelia reducta is een eenoogkreeftjessoort uit de familie van de Parastenheliidae. De wetenschappelijke naam van de soort is voor het eerst geldig gepubliceerd in 1975 door Apostolov.